# Ágnandi
Ágnandi (Agnanti) är en ort i Grekland.   Den ligger i prefekturen Fthiotis och regionen Grekiska fastlandet, i den centrala delen av landet, 110 km nordväst om huvudstaden Aten. Ágnandi ligger 419 meter över havet och antalet invånare är 218.
Terrängen runt Ágnandi är huvudsakligen kuperad, men åt nordväst är den bergig. Runt Ágnandi är det ganska glesbefolkat, med 32 invånare per kvadratkilometer. Närmaste större samhälle är Áyios Konstandínos, 5,2 km norr om Ágnandi. Trakten runt Ágnandi består till största delen av jordbruksmark.